# Travčice
Travčice är en ort i Tjeckien.   Den ligger i regionen Ústí nad Labem, i den nordvästra delen av landet, 50 km norr om huvudstaden Prag. Travčice ligger 154 meter över havet och antalet invånare är 557.
Terrängen runt Travčice är platt söderut, men norrut är den kuperad.Runt Travčice är det tätbefolkat, med 297 invånare per kvadratkilometer. Närmaste större samhälle är Litoměřice, 5,3 km nordväst om Travčice. Trakten runt Travčice består till största delen av jordbruksmark.